# Cala (landvorm)

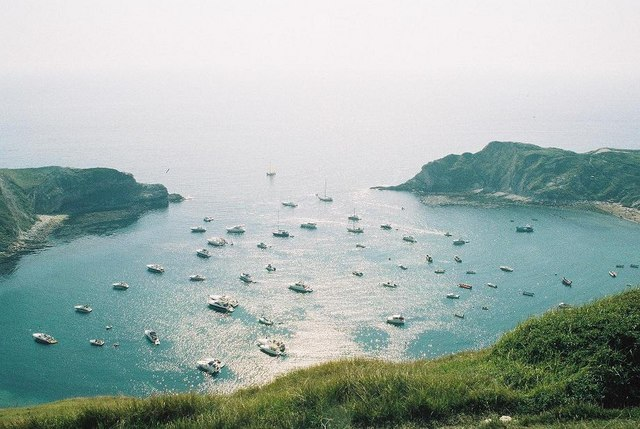
Lulworth Cove aan de Engelse zuidkust

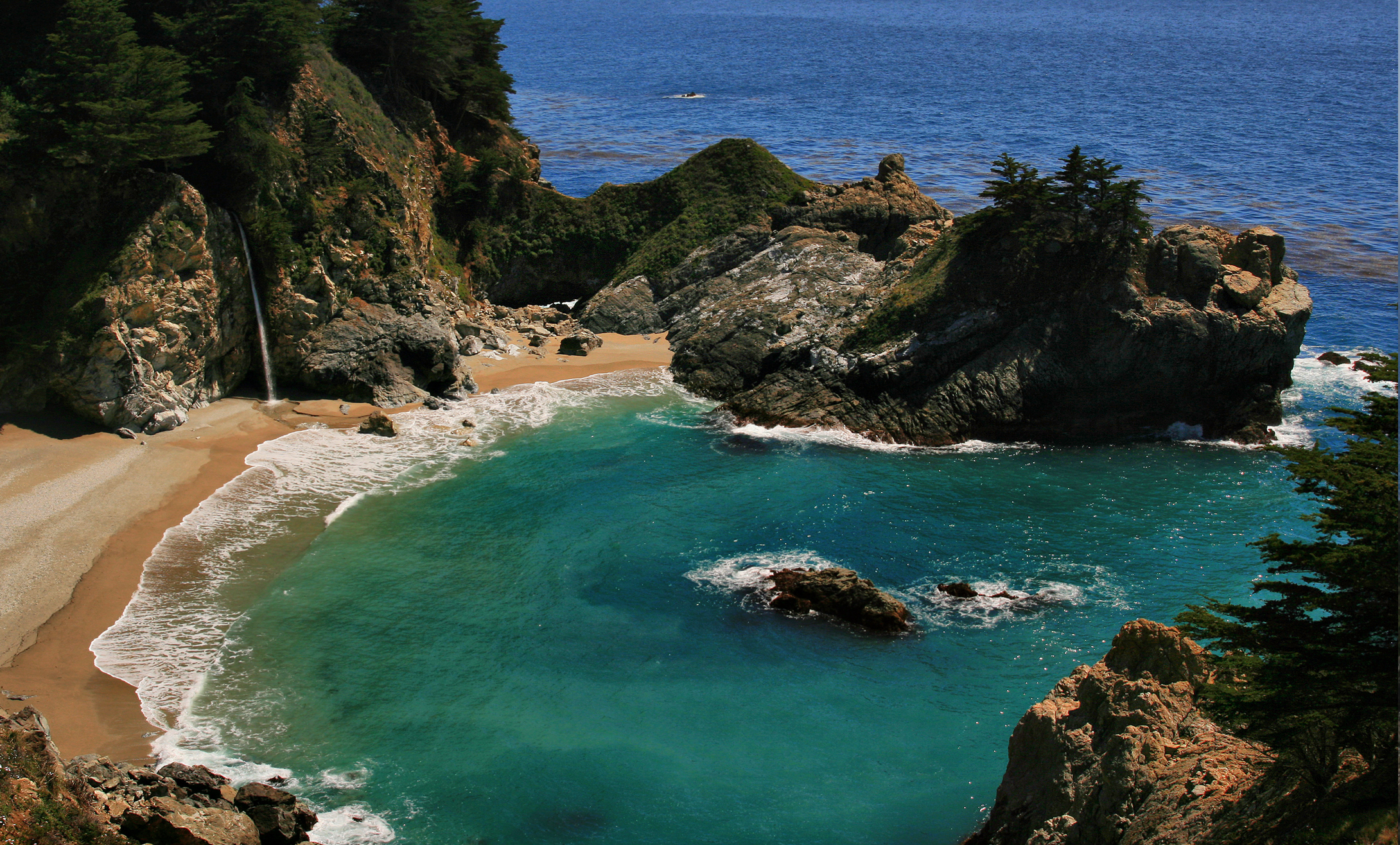
McWay Cove en McWay Falls in Californië

Een cala (Catalaans, Sardisch en Italiaans) of cove (Engels) is een type van kleine baai of kustinham. Cala's bevinden zich aan steile kusten en hebben doorgaans een ronde vorm en een nauwe doorgang naar het open water.
De Engelstalige variant "cove" heeft een iets bredere definitie. Een cove kan namelijk ook verwijzen naar een kleine inham of beschutte baai zonder dat deze een nauwe doorgang of ronde vorm heeft.

## Ontstaan
Cala's vormen meestal langs concordante kustlijnen, kusten waar een dunne gesteentelaag langs de kust competenter is dan de gesteentelagen verder landinwaarts. De golven zullen zwakkere punten in het gesteente sneller verweren en eroderen (bijvoorbeeld door afglijdingsmassa's) en hier uiteindelijk doorheen de hardere laag breken. Omdat het zachtere gesteente erachter sneller erodeert zal er een komvormige inham in de kustlijn ontstaan. Door de diffractie van de golven bij de ingang van de cala zal het golffront cirkelvormig zijn en de inham een min of meer ronde vorm krijgen. Vaak vormt een volgende competentere laag gesteente de achterwand van de cala. 

## Voorbeelden
Goede voorbeelden van een cala zijn Lulworth Cove in Zuid-Engeland en McWay Cove in Californië. Voorbeelden van coves in de brede zin van de betekenis zijn onder meer Million Cove en Flamands Cove aan de oostkust van Newfoundland, die noch een smalle doorgang naar zee, noch een ronde vorm hebben.